# CS-2B
O CS-2B ou Sakura 2B foi um satélite de comunicação geoestacionário experimental japonês construído pelas empresas Mitsubishi Electric e Ford Aerospace, ele esteve localizado na orbital de 136 graus de longitude leste e foi operado inicialmente pela National Space Development Agency (NASDA) e posteriormente pela Telecommunications Satellite Company of Japan (TSCJ).

## História
O CS-2A e 2B (Communications Satellite 2a e 2b), rebatizado Sakura 2A e 2B foram à segunda geração de satélites de comunicação japoneses. Eles foram usados para operações de comunicações públicas e para as operações de cooperação, tais como transmissões de emergência durante desastres e comunicações com ilhas japonesas distantes. Eles também foram fundamentais para o desenvolvimento de novas tecnologias de comunicação.
O CS-2B ou Sakura 2B foi lançado pela Agência de Desenvolvimento Espacial Nacional do Japão (NASDA) em um foguete N-2 Star-37E a partir do Centro Espacial de Tanegashima. Ele era usado como um satélite reserva em órbita para o CS-2A.

## Lançamento
O satélite foi lançado com sucesso ao espaço no dia 05 de agosto de 1983, por meio de um veículo N-2 Star-37E, laçando a partir da Centro Espacial de Tanegashima, no Japão.

## Capacidade e cobertura
O CS-2B era equipado com 4 transponders em banda Ka  (30/20 GHz) para prestar serviços via satélite ao Japão.